# 黄志紅
黄 志紅 （こう しこう、ローマ字:Huang Zhihong、1965年5月7日 - ）は、中華人民共和国浙江省出身の陸上競技選手。1992年バルセロナオリンピックの銀メダリストである。

## 経歴
黄志紅は、1986年のアジア大会で金メダルを獲得。2年後の1988年ソウルオリンピックでは19.82mの投てきを見せ8位となる。翌年の1989年の世界室内陸上では20.25mで、西ドイツのクラウディア・ロシュに次いで銀メダルを獲得した。
黄志紅は、1990年に中国の国内で行われた大会で21.52mの投てきを見せ、この記録が彼女のベスト記録となる。しかし、同年のアジア大会ではライバルであった隋新梅に敗れ銀メダルに終わる。
1991年の世界室内陸上でも、隋新梅に敗れ、2大会連続、アジア大会に続き銀メダルとなる。しかし、夏に行われた世界選手権では、20.83mで、世界記録保持者のソ連のナタリア・リソフスカヤらを下し世界選手権を初制覇する。
翌年のバルセロナオリンピックでは、黄志紅は20.47mにとどまり、21.06mの自己ベストをたたき出したEUN（独立国家共同体）のスベトラーナ・クリベリョワに次いで銀メダルとなった。しかし、翌年の世界選手権では、黄志紅は、前年の雪辱を果たし、クリベリョワを抑えて優勝。前回に次いで2連覇を達成した。
黄志紅は、1995年の世界選手権で3連覇とはならなかったものの、ドイツのアストリッド・クンバーヌスに次いで銀メダル。3大会連続の表彰台となった。黄志紅にとって最後の大きな大会となった1997年の世界選手権では、19.15mの記録で、3位とはわずか7cm差で4位に終わっている。

## 主な実績
| 年   | 大会                     | 場所                         | 種目   | 結果 | 記録   |
| ---- | ------------------------ | ---------------------------- | ------ | ---- | ------ |
| 1986 | アジア大会               | ソウル(韓国)                 | 砲丸投 | 1位  | 17.51m |
| 1988 | オリンピック             | ソウル(韓国)                 | 砲丸投 | 8位  | 19.82m |
| 1989 | 世界室内陸上選手権       | ブダペスト(ハンガリー)       | 砲丸投 | 2位  | 20.25m |
| 1989 | アジア選手権             | ニューデリー(インド)         | 砲丸投 | 1位  | 19.69m |
| 1989 | ユニバーシアード         | デュイスブルク(西ドイツ)     | 砲丸投 | 1位  | 20.56m |
| 1989 | IAAFワールドカップ       | バルセロナ(スペイン)         | 砲丸投 | 1位  | 20.73m |
| 1990 | アジア大会               | 北京(中国)                   | 砲丸投 | 2位  | 20.46m |
| 1991 | 世界室内陸上選手権       | セビリヤ(スペイン)           | 砲丸投 | 2位  | 20.33m |
| 1991 | アジア選手権             | クアラルンプール(マレーシア) | 砲丸投 | 1位  | 17.51m |
| 1991 | 世界陸上選手権           | 東京(日本)                   | 砲丸投 | 1位  | 20.83m |
| 1992 | オリンピック             | バルセロナ(スペイン)         | 砲丸投 | 2位  | 20.47m |
| 1993 | 世界陸上選手権           | シュトゥットガルト(ドイツ)   | 砲丸投 | 1位  | 20.57m |
| 1994 | IAAFワールドカップ       | ロンドン(イギリス)           | 砲丸投 | 1位  | 19.45m |
| 1995 | 世界陸上選手権           | イェーテボリ(スウェーデン)   | 砲丸投 | 2位  | 20.04m |
| 1995 | IAAFグランプリファイナル | モンテカルロ(モナコ)         | 砲丸投 | 3位  | 19.94m |
| 1997 | 世界陸上選手権           | アテネ(ギリシャ)             | 砲丸投 | 4位  | 19.15m |